# Reifschneider
Reifschneider bezeichnet einen ausgestorbenen Handwerksberuf, der sich mit der Herstellung von hölzernen Fassreifen beschäftigte.
Reifschneider stellten aus Haselnusssträuchern, oder seltener auch aus Birke oder Linde, hölzerne Fassreifen her. Je nach Dicke der abgeschlagenen Haselstangen wurden sie zunächst auf einer Spaltbank der Länge nach halbiert oder geviertelt. Anschließend konnte die Dicke der Stangen noch mit Hilfe eines Schnitzelmessers korrigiert werden, bevor sie auf dem Biegebock zu Reifen gebogen wurden. Die so hergestellten hölzernen Fassreifen wurden dann ohne Verwendung von Nägeln auf das Fass aufgezogen.
Der Niedergang des Berufstands begann nach dem Ersten Weltkrieg, als zunehmend Metallfässer und andere Behältnisse eingesetzt wurden. Heutige Holzfässer werden ausschließlich von Eisenreifen zusammengehalten.
Die Bandreißer haben die gleiche Funktion, benutzen jedoch Weidenholz.
In Eberbach steht seit 2006 ein Bronze-Denkmal eines Reifschneiders.